# Говард, Генри, 13-й герцог Норфолк
Генри Чарльз Говард (англ. Henry Howard; 12 августа 1791 — 18 февраля 1856) — британский аристократ, 13-й герцог Норфолк, 11-й граф Норфолк, 13-й граф Суррей и 8-й граф-маршал Англии с 1842 года. Кавалер ордена Подвязки.

## Биография
Генри Говард родился 12 августа 1791 года и стал единственным сыном Бернарда Говарда, 12-го герцога Норфолка, и его жены Элизабет Беласис. С 1815 года он носил титул учтивости граф Суррей, после смерти отца в 1842 году занял место в Палате лордов как 13-й герцог Норфолк.
4 мая 1829 года Говард был избран в Палату общин от Хоршема. Он стал первым римским католиком, который заседал в нижней палате после католической эмансипации. Граф был депутатом от Хоршема до 1832 года, а следующие девять лет представлял в парламенте Западный Сассекс. В 1837 году он стал членом Тайного совета Великобритании. В правительстве лорда Мельбурна граф Суррей занимал пост казначея двора (1837—1841). В 1841 году он был вызван в Палату лордов под титулом барона Мальтраверса, в июле—августе 1841 года занимал должность капитана йоменской гвардии в правительстве лорда Мельбурна.
В 1846 году, когда виги вернулись к власти, герцог получил пост шталмейстера в правительстве лорда Джона Рассела. Он был лордом-стюардом королевского двора в коалиционном правительстве лорда Абердина, в 1848 году был награждён орденом Подвязки. Герцог умер в феврале 1856 года в возрасте 64 лет.
В 1854 году герцог Норфолк согласился сдать Шеффилдскому крикетному клубу землю близ Брэмолл-Лейн в аренду на 99 лет. Этот участок стал домом для «Шеффилд Юнайтед».

## Семья
С 27 декабря 1814 года Говард был женат на Шарлотте Софии Левесон-Гоуэр, дочери 1-го герцога Сазерленда и Элизабет Сазерленд, графини Сазерленд. В этом браке родились пятеро детей:
- Генри Гренвиль Фицалан-Говард (7 ноября 1815 — 25 ноября 1860), преемник отца[4][5];
- Эдвард Джордж Фицалан-Говард, 1-й барон Говард из Глоссопа (20 января 1818 — 1 декабря 1883)[4][6];
- Мэри Шарлотта Говард (13 декабря 1822 — 8 апреля 1897), жена Томаса Фоли, 4-го барона Фоли[7];
- Бернард Томас Фицалан-Говард (30 декабря 1825 — 21 декабря 1846)[4][8];
- Аделиза Матильда Фицалан-Говард (14 августа 1829 — 7 февраля 1904), жена Джорджа Джона Меннерса[4][9].

Герцогиня пережила супруга и умерла в июле 1870 года.